# Persone di cognome Kim/Attrici
| Questa pagina contiene informazioni ricavate automaticamente dalle voci biografiche con l'ausilio del template Bio e di un bot. L'aggiornamento è periodico e automatico e ricostruisce completamente la pagina. Se manca una persona in questa lista, sei pregato di non aggiungerla, ma accertati piuttosto che la sua voce biografica contenga il template Bio e che i dati anagrafici siano correttamente compilati. Se il template Bio manca, inseriscilo tu stesso o, in alternativa, metti l'avviso {{tmp\|Bio}} che ne segnala la mancanza. Se i dati riportati sono sbagliati, correggi direttamente la voce biografica; le modifiche saranno visibili in questa lista entro pochi giorni. Per chiarimenti vedi il progetto antroponimi. La lista contiene solo le 77 persone che sono citate nell'enciclopedia e per le quali è stato implementato correttamente il template Bio. Pagina aggiornata al 7 ago 2025. |

Questa è una lista di persone presenti nell'enciclopedia che hanno il cognome Kim e sono attrici.

## A(1)
- Kim Ah-joong, attrice sudcoreana (Seul, n. 1982)

## B(3)
- Han Bo-reum, attrice sudcoreana (n. 1987)
- Kim Bo-mi, attrice sudcoreana (Suwon, n. 1987)
- Kim Bo-ra, attrice sudcoreana (n. 1995)

## D(1)
- Kim Da-mi, attrice sudcoreana (n. 1995)

## E(1)
- Go Joon-hee, attrice sudcoreana (Seul, n. 1985)

## G(5)
- Kim Ga-eun, attrice sudcoreana (Seul, n. 1989)
- Kim Go-eun, attrice sudcoreana (Seul, n. 1991)
- Chae Seo-jin, attrice sudcoreana (Gwangyang, n. 1994)
- Kim Gyu-ri, attrice sudcoreana (Anyang, n. 1979)
- Kim Gyu-ri, attrice sudcoreana (Seul, n. 1979)

## H(14)
- Kim Ha-neul, attrice sudcoreana (Seul, n. 1978)
- Kim Hae-sook, attrice sudcoreana (Busan, n. 1955)
- Kim Hee-ae, attrice sudcoreana (n. 1967)
- Kim Hee-jung, attrice sudcoreana (n. 1970)
- Kim Hee-jung, attrice sudcoreana (Pusan, n. 1992)
- Kim Hee-sun, attrice e modella sudcoreana (Daegu, n. 1977)
- Kim Hyang-gi, attrice sudcoreana (Yongin, n. 2000)
- Kim Hye-ja, attrice sudcoreana (Seul, n. 1941)
- Kim Hye-jun, attrice sudcoreana (Goyang, n. 1995)
- Kim Hye-na, attrice sudcoreana (n. 1980)
- Kim Hye-soo, attrice sudcoreana (Pusan, n. 1970)
- Kim Hye-yoon, attrice e modella sudcoreana (Seongnam, n. 1996)
- Kim Hyo-jin, attrice sudcoreana (Seul, n. 1984)
- Kim Hyun-joo, attrice e personaggio televisivo sudcoreana (Goyang, n. 1977)

## J(15)
- Kim Ji-won, attrice sudcoreana (Distretto di Geumcheon, n. 1992)
- Kim Ja-ok, attrice sudcoreana (Busan, n. 1951 - Seul, † 2014)
- Jacqueline Kim, attrice statunitense (Detroit, n. 1965)
- Kim Jae-kyung, attrice sudcoreana (Seul, n. 1988)
- Lee Ji-ah, attrice sudcoreana (Seul, n. 1978)
- Kim Ji-eun, attrice sudcoreana (Incheon, n. 1993)
- Lee El, attrice sudcoreana (Seul, n. 1982)
- Han Chae-young, attrice sudcoreana (Daegu, n. 1980)
- Kim Ji-young, attrice sudcoreana (n. 1974)
- Kim Ji-young, attrice sudcoreana (Chongjin, n. 1938 - † 2017)
- Kim Ji-young, attrice sudcoreana (n. 2005)
- Kim Joo-ryoung, attrice sudcoreana (n. 1976)
- Kim Jung-eun, attrice sudcoreana (Seul, n. 1976)
- Kim Jung-hwa, attrice sudcoreana (Seul, n. 1983)
- Shin So-yul, attrice sudcoreana (Seul, n. 1985)

## M(9)
- Kim Min-seo, attrice sudcoreana (Seul, n. 1984)
- Kim Mi-kyung, attrice sudcoreana (Busan, n. 1963)
- Kim Mi-soo, attrice e modella sudcoreana (Seul, n. 1992 - Seul, † 2022)
- Kim Min-hee, attrice e modella sudcoreana (Seul, n. 1982)
- Min Ji, attrice sudcoreana (n. 1990)
- Kim Min-joung, attrice sudcoreana (Seul, n. 1982)
- Kim Min-ju, attrice e cantante sudcoreana (Seul, n. 2001)
- Seo Woo, attrice sudcoreana (Seul, n. 1985)
- Song Ha-yoon, attrice sudcoreana (Bucheon, n. 1986)

## N(1)
- Kim Nam-joo, attrice sudcoreana (Pyeongtaek, n. 1971)

## O(1)
- Kim Ok-bin, attrice e sceneggiatrice sudcoreana (Suncheon, n. 1987)

## S(13)
- Claudia Kim, attrice e modella sudcoreana (Seul, n. 1985)
- Kim Su-an, attrice sudcoreana (Seul, n. 2006)
- Kim Ye-won, attrice e cantante sudcoreana (Corea del Sud, n. 1987)
- Kim Sae-ron, attrice sudcoreana (Seul, n. 2000 - Seul, † 2025)
- Kim Seo-hyung, attrice sudcoreana (Gangneung, n. 1973)
- Kim Seul-gi, attrice e comica sudcoreana (Busan, n. 1991)
- Kim So-eun, attrice sudcoreana (Namyangju, n. 1989)
- Kim So-hye, attrice e cantante sudcoreana (Seul, n. 1999)
- Kim So-hyun, attrice e conduttrice televisiva sudcoreana (Yongin, n. 1999)
- Kim So-yeon, attrice sudcoreana (n. 1980)
- Kim Sun-a, attrice sudcoreana (Daegu, n. 1975)
- Kim Sun-young, attrice sudcoreana (n. 1976)
- Kim Sung-ryung, attrice sudcoreana (Seul, n. 1967)

## T(2)
- Kim Tae-hee, attrice sudcoreana (Pusan, n. 1980)
- Kim Tae-ri, attrice sudcoreana (Seul, n. 1990)

## Y(11)
- Kim Yeo-jin, attrice e attivista sudcoreana (Masan, n. 1972)
- Kim Yong-ji, attrice sudcoreana (Ansan, n. 1991)
- Kim Yoo-bin, attrice sudcoreana (n. 2005)
- Kim Yoo-jung, attrice e modella sudcoreana (Seul, n. 1999)
- Kim Yoon-hye, attrice sudcoreana (Seul, n. 1991)
- Jung So-min, attrice sudcoreana (Seul, n. 1989)
- Jin Se-yeon, attrice sudcoreana (Seul, n. 1994)
- Kim Yoon-seo, attrice sudcoreana (Seul, n. 1986)
- Kim Young-ae, attrice sudcoreana (Busan, n. 1951 - Seul, † 2017)
- Kim Soo-mi, attrice sudcoreana (Gunsan, n. 1949 - Seul, † 2024)
- Yunjin Kim, attrice sudcoreana (Seul, n. 1973)